# Deanshanger
Deanshanger är en ort och civil parish i Storbritannien.   Den ligger i grevskapet Northamptonshire i riksdelen England, i den södra delen av landet, 80 km nordväst om huvudstaden London. Deanshanger ligger 73 meter över havet och antalet invånare är 2 741.
Terrängen runt Deanshanger är huvudsakligen platt. Deanshanger ligger nere i en dal. Runt Deanshanger är det ganska tätbefolkat, med 192 invånare per kvadratkilometer. Närmaste större samhälle är Milton Keynes, 9,0 km öster om Deanshanger. Trakten runt Deanshanger består till största delen av jordbruksmark.